# KTTV
KTTV, canal 11, es una estación de televisión adquirido y operado por la cadena Fox Broadcasting Company, poseída por News Corporation, ubicada en Los Ángeles, California. Al servicio del área metropolitana de Gran Los Ángeles, KTTV es una estación hermana de KCOP-TV (canal 13), la estación de MyNetwork TV en Los Ángeles. Las dos estaciones comparten instalaciones y estudios desde el Fox Television Center en West Los Angeles, y el transmisor de KTTV se encuentra en el Monte Wilson.
En las pocas áreas del oeste de Estados Unidos en donde los espectadores no pueden recibir programas de la cadena Fox en el aire, KTTV está disponible en el satélite a través de DirecTV.

## Historia
KTTV inició sus operaciones el 1 de enero de 1949, y fue operado inicialmente por KTTV, Incorporated, propiedad conjunta del Times-Mirror Company, editorial de The Los Angeles Times (con 51 por ciento) y la Columbia Broadcasting System (con 49 por ciento). Como tal, KTTV fue el afiliado original de la cadena de televisión CBS para Los Ángeles. Durante su asociación, The Times rechazó por lo menos dos ofertas hechos por CBS para comprar KTTV totalmente. La sociedad conjunta duró exactamente dos años, hasta 1 de enero de 1951, cuando CBS vendió su participación en el canal 11 de nuevo a Times-Mirror. CBS luego se trasladó a su programación recién adquirido KTSL (canal 2, después KNXT y ahora KCBS-TV). A partir de ese momento, KTTV llevado a muchos de los programas de la DuMont Television Network para los próximos tres años.
En 1954 DuMont trasladó su afiliación a KHJ-TV (canal 9, ahora KCAL-TV), y KTTV se convirtió en una estación independiente. Durante la década de 1950, la estación estuvo brevemente afiliada con el NTA Film Network. En 1958, el canal 11 se convirtió en la cadena de televisión para el equipo de béisbol Los Angeles Dodgers (que se había trasladado a partir de Brooklyn, Nueva York a Los Ángeles ese mismo año), y la relación entre KTTV y los Dodgers duraría hasta 1992.
El Times-Mirror Company vendió la estación a Metromedia en 1963. Por muchos años, KTTV transmitió el Desfile del Torneo de las Rosas, compitiendo con su rival KTLA y otros, hasta 1995.
En la década de 1970 KTTV ofrece el programa independiente tradicional, que consiste en los programas de niños, la red de repeticiones, programas deportivos y películas, además de un noticiero de las 10:00 p. m.. La estación, junto con KTLA, KCOP y KHJ de televisión fueron vistos en diferentes puntos de la televisión por cable en el suroeste de Estados Unidos durante la década de 1970 y en la década de 1980, sobre todo en El Paso, Texas.
El editor australiano Rupert Murdoch  y su empresa, News Corporation (los propietarios controladores de los estudios de cine 20th Century Fox), compró KTTV y el otro estaciones de televisión Metromedia en 1986, y esas estaciones formaron de base para una nueva cadena de televisión, la Fox Broadcasting Company.
También añadió más programas sindicados como talk shows, programas de corte, y reality shows. Por un tiempo continuó con dibujos animados de la red, emitidos por la tarde bajo el nombre Fox Kids, así como las comedias más valoradas de la red en las tardes.
En el otoño de 2001, el canal 11 retiró la versión para días laborables de Fox Kids y se mudó a su rival hace mucho tempo, KCOP-TV (canal 13), que había ser convertido en una estación hermana del canal. La bloque de días laborables Fox Kids había terminado por completo en enero de 2002. La alineación quedó al aire en las mañanas de los sábados bajo el nuevo nombre FoxBox, y luego 4Kids TV, KTTV regresó la programación infantil de Fox a la alineación. Después de la disolución de 4Kids en enero de 2009, la estación ahora emite el bloque de anuncios comerciales llamado Weekend Marketplace y transmite el mínimo de contenido E/I exigido por las regulaciones de la Comisión Federal de Comunicaciones (FCC).
KTTV también emite las reposiciones de otra comedia, I Love Lucy, que había estrenado meses después de que la estación perdió su afiliación a CBS. Repeticiones de la serie, que fue filmada en Hollywood, sigue siendo popular entre los televidentes del sur de California y han continuado al aire en el área de Los Ángeles sin cesar desde que la serie finalizó su actividad en 1957, con lo que KTTV sólo la segunda estación en Los Ángeles (KCBS-TV era el otro) para continuar emitiendo la serie después de que terminó hace 50 años. La estación ya no transmite I Love Lucy de lunes a viernes (actualmente, se transmite por KCOP en un bloque de dos horas), pero KTTV emite la serie histórica por la tarde en fines de semana, generalmente entre los 16:00 y los 18:00.
En 1996, la casa desde hace mucho tiempo la estación en Sunset Boulevard en Hollywood, conocido como «Metromedia Square» (y más tarde el nombre de «Fox Television Center») se anuló. KTTV se trasladó a un nuevo estudio a pocos kilómetros de South Bundy Drive en West Los Angeles, cerca de la sede de la cadena Fox (la sede de la red están en el lote de 20th Century Fox Studios). El histórico estudio de televisión en Metromedia Square, una vez el hogar de Norman Lear's Tandem Productions y TAT Communications Company, también produjo programas exitosos como The Jeffersons, Mama's Family, Diff'rent Strokes, One Day at a Time, Hello, Soul Train, Mary Hartman, Mary Hartman, La pequeña maravilla, y la comedia de sketches In Living Color. Fue demolido en 2003 para dar paso a una nueva escuela, la Helen Bernstein High School, construida por el Distrito Escolar Unificado de Los Ángeles.

## Televisión digital
KTTV apagó su señal análoga, en el Canal VHF 11, el 12 de junio de 2009, como parte de la transición a la TV digital en los Estados Unidos. La estación había estado transmitiendo con su señal digital antes de la transición por vía del canal UHF 65, pero volvió al canal 11 para sus operaciones después de la transición. KTTV emite en alta definición en el modo de video 720p en el canal 11.1, ya que programación de la cadena Fox se transmite en ese formato particular de HD.
KTTV-TV también tiene una alimentación de DVB sobre IP, etiquetado "KTTV FOX11 SG", emitiendo en 1.83 Mbit/s en la señal digital de su estación hermana de señal, KCOP-TV.